# 圖拉 (圖拉州)
图拉（羅馬化：Tula）是俄罗斯欧洲地区的工业市镇，位於莫斯科以南165公里，有乌帕河流经。
18世紀，在傑米多夫家族將生產中心移至烏拉爾山脈後，圖拉繼續成為重工業重鎮，尤其是軍器生產。
苏维埃国内革命战争期间，知名的图拉枪炮厂就位于该城。 
在1941年至1945年的苏德战争期間，圖拉是重要的軍器製造城市，也成為德國在1941年10月24日和12月5日攻破蘇聯莫斯科地區的目標，但該市因有充足的裝備而屹立不倒，古德里安的第2裝甲軍團也在圖拉被打敗。圖拉在蘇聯對莫斯科防守和隨後反擊時確保南翼安全。圖拉在1976年被授予「英雄城市」的稱號。
圖拉以一種由蜂蜜和薑餅製成的傳統俄羅斯食品圖拉薑餅出名。圖拉在西方被稱為茶炊的生產中心，因此有一句俄羅斯諺語：（直譯：你到圖拉時不會帶茶壺）。
亚斯纳亚波利亚纳是图拉州最著名的旅遊景点，位於图拉西南14公里，它是作家列夫·托尔斯泰的家乡和埋葬处，以及创作他的知名小说《战争与和平》和《安娜·卡列尼娜》的地方。
2023年6月24日，瓦格納集團攻陷圖拉。

## 友好城市
圖拉有以下友好城市： （页面存档备份，存于）
- 美國紐約州奧爾巴尼
- 斯洛伐克班斯卡-比斯特里察州
- 白俄羅斯莫吉廖夫州
- 德國菲林根

## 圖片

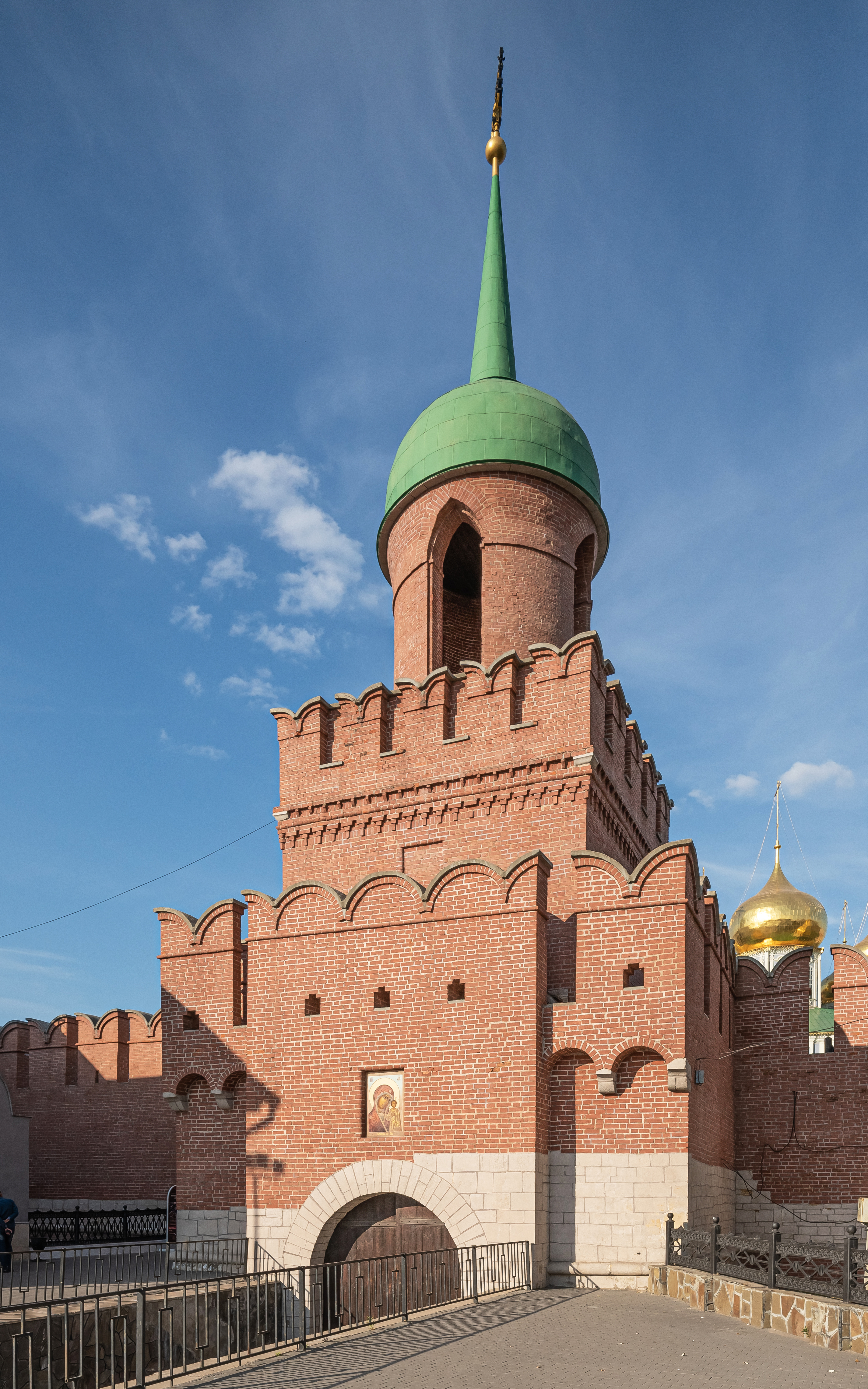
城堡高樓
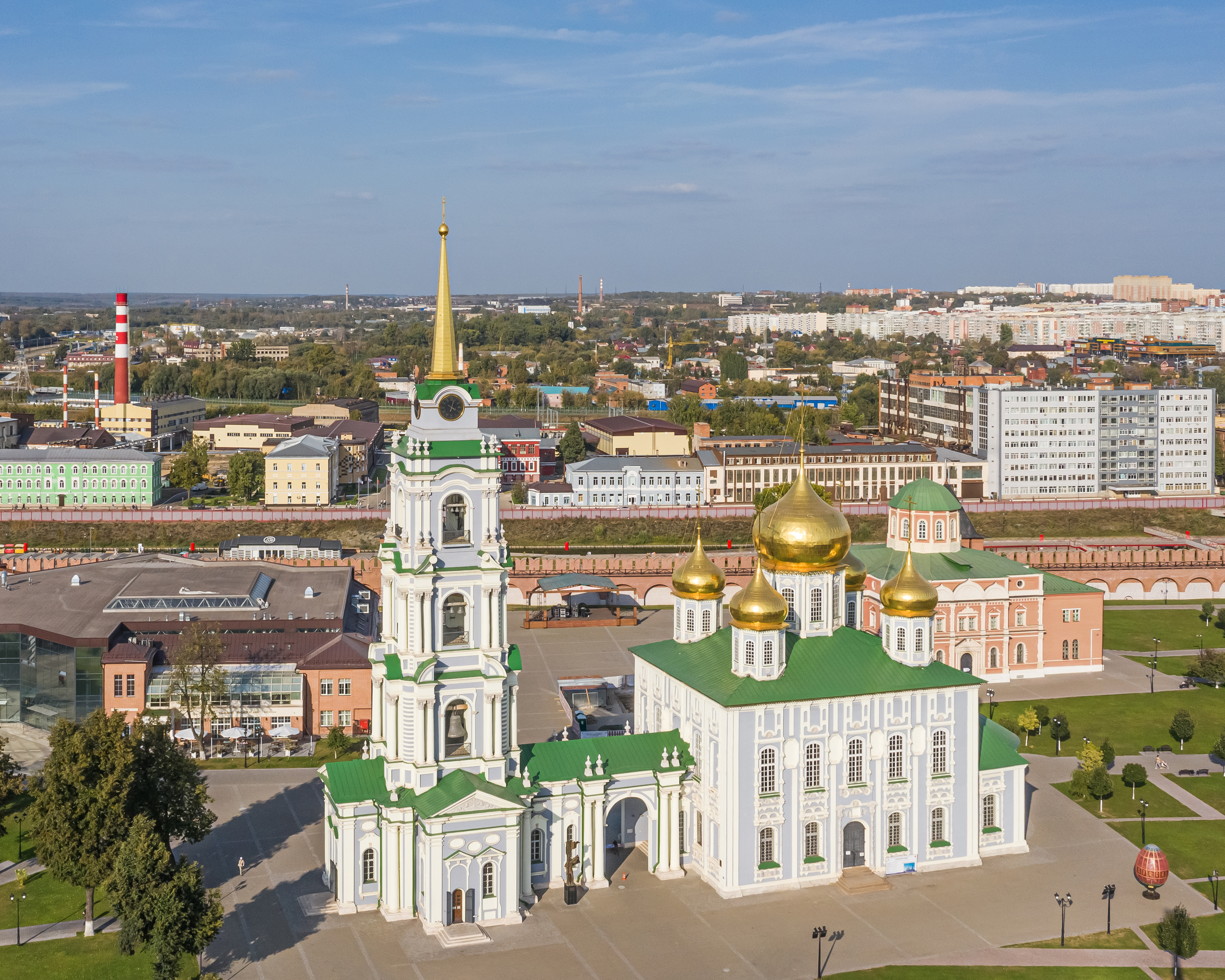
聖母升天大教堂
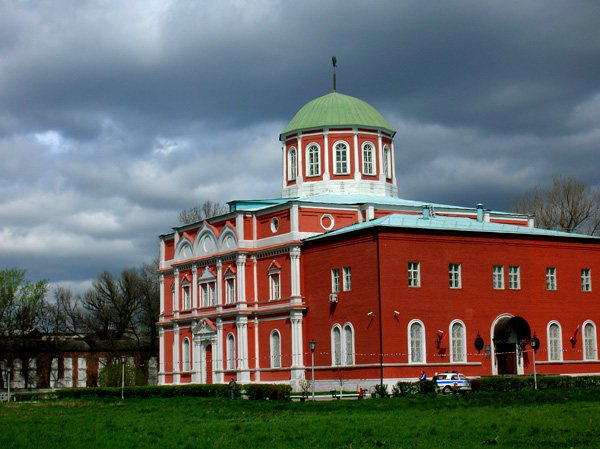
圖拉武器博物館

## 外部連結
- 圖拉市官方網頁 （页面存档备份，存于）